# Paul Jeffrey

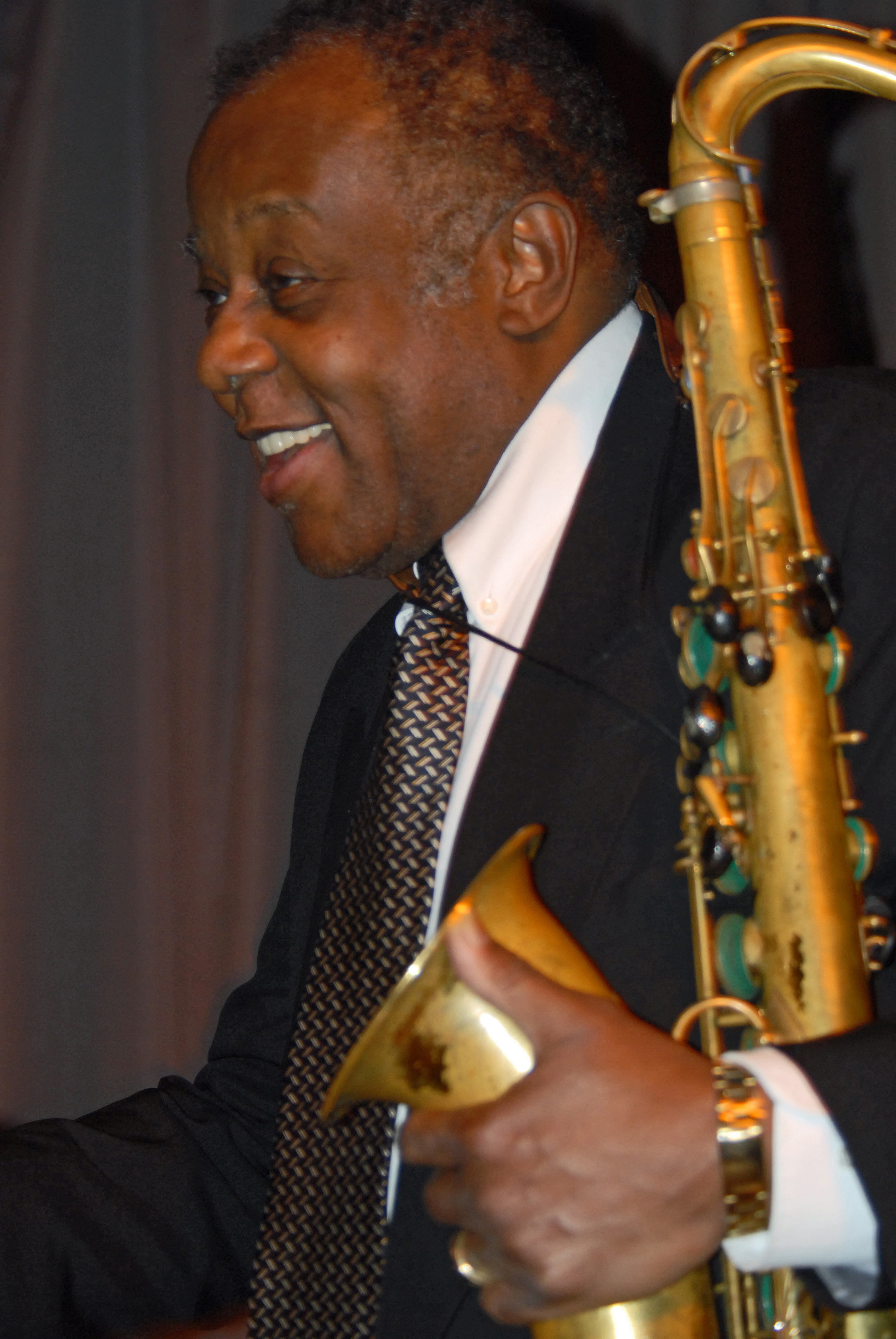
Paul Jeffrey

Paul H. Jeffrey (New York, 8 april 1933 – Durham (North Carolina), 20 maart 2015) was een Amerikaanse tenorsaxofonist, hoboïst, componist en arrangeur in de progressieve jazz. Hij speelde onder meer bij Thelonious Monk en Charles Mingus.

## Biografie
Jeffrey studeerde in 1955 af aan het Ithaca College, waar hij een graad haalde in music education. Hij speelde eind jaren vijftig voor verschillende rhythm & blues-zangers, zoals Wynonie Harris en Big Maybelle, ook toerde hij in die tijd met de groep van Illinois Jacquet. In 1960/1961 toerde hij in Amerika met B. B. King, daarna was hij actief als freelance-muzikant in New York. Hij werkte dat decennium samen met de groepen van onder andere Dizzy Gillespie, Howard McGhee, Clark Terry en Count Basie. In 1968 verscheen zijn eerste studioalbum als leider, met onder meer Jimmy Owens op trompet en Billy Hart achter de drumkit.
In 1970 begon zijn samenwerking met pianist Thelonious Monk, in mei dat jaar speelde hij in diens kwartet in een club in Raleigh (North Carolina). Hij was tot Monk's overlijden regelmatig actief in diens groepen. In 1974 werd hij door organisator George Wein gevraagd een vijftien man-tellende band samen te stellen voor een Monk-tribute in Carnegie Hall. Tijdens dat concert verscheen tot ieders verrassing Monk, die de plaats in nam van pianist Barry Harris. In de jaren zeventig (vanaf 1972) werkte hij ook regelmatig voor Charles Mingus.
Hij speelde in 1972 voor het eerst in diens bigband tijdens het Newport Jazz Festival en in de jaren daarna was hij naast speler ook actief als arrangeur voor de contrabassist en bandleider, tot diens overlijden in 1979. In de jaren 1973 en 1974 nam hij verschillende albums als leider op en in 2008 kwam hij met een Thelonious Monk-tribute-album.
Jeffrey was in verschillende functies ook werkzaam voor colleges en universiteiten, onder meer voor Duke University (1983-2003) waar hij onder andere leiding gaf aan het Duke Jazz Ensemble. Verder organiseerde hij enkele jazzfestivals.

## Discografie
- Electrifying Sounds of the Paul Jeffrey Quintet, Savoy, 1968
- Family, Mainstream Records, 1973
- Watershed, Mainstream Records, 1973
- Paul Jeffrey, P-Vine Records, 1974 ('album-pick' Allmusic)
- We See: Thelonious Monk Tribute, Imago Records, 2008

- Bibliothèque nationale de France: cb138956220 (data)
- Gemeinsame Normdatei: 134826787
- International Standard Name Identifier: 0000 0000 5604 5508
- Library of Congress Control Number: n2015022180
- MusicBrainz: 465acde0-89ed-40ac-ac0d-eb8c79ca1e78
- SNAC: w6pc3r76
- Virtual International Authority File: 79802406
- WorldCat: E39PBJbtrXm6XDX9WHCKpMgxjC